# Acie Law
Acie Law (Dallas, 25 de janeiro de 1985) é um jogador norte-americano de basquete profissional que atuou na  National Basketball Association (NBA). Foi o número 11 do Draft de 2007.

## Carreira
Com o Olympiacos, ele ganhou os campeonatos da Euroliga 2012 e 2013, bem como o campeonato da Liga Grega de 2011-12. Law foi então incapaz de terminar a temporada 2013-14, devido a uma lesão no joelho.